# ناحیه مگین-خان‌قالاس
ناحیه مگین-خان‌قالاس (به لاتین: Megino-Kangalassky District) یک منطقهٔ مسکونی در روسیه است که در یاقوتستان واقع شده‌است.